# Luckin Coffee
Luckin Coffee (en chino: 瑞幸咖啡) es una cadena de cafeterías china fundada en 2017 por Qian Zhiya. Con sede en Xiamen, la compañía se ha posicionado como uno de los principales competidores de Starbucks en China, destacando por su modelo de negocio basado en aplicaciones móviles y entregas rápidas. A pesar de enfrentar controversias por fraude financiero en 2020, la empresa ha logrado recuperarse y expandirse tanto a nivel nacional como internacional.

## Historia

### Orígenes
Qian Zhiya, fundadora de Luckin Coffee, había considerado emprender en el sector del café años antes. Tras analizar el mercado chino, identificó oportunidades y decidió dejar su trabajo para crear la empresa en noviembre de 2017. Luckin Coffee se fundó con el objetivo de competir directamente con Starbucks, adoptando un modelo de negocio innovador centrado en pedidos digitales a través de una aplicación móvil, lo que permitió un crecimiento acelerado. 
Desde principios de 2016, el equipo fundador, liderado por Lu Zhengyao, entonces presidente de la compañía, perfeccionó el modelo de negocio, desarrolló sistemas financieros y estrategias competitivas, y calculó las necesidades de capital. A mediados de 2016, se formó un equipo técnico para crear sistemas de información, realizando pruebas operativas en octubre de 2017. Inicialmente registrada como «Ruiji Coffee (China) Co. Ltd.», la empresa cambió su nombre a «Ruixing Coffee (Hong Kong) Co. Ltd.». Qian Zhiya explicó que el nombre en inglés se ajustó a “luckin” porque originalmente era “lucky”, buscando reflejar mejor la marca.
En mayo de 2019, Luckin Coffee cotizó en el Nasdaq, convirtiéndose en una de las empresas chinas de más rápido crecimiento en el sector de cafeterías.

### Controversias y escándalo financiero
En 2020, Luckin Coffee se vio envuelta en un escándalo de fraude financiero al inflar sus ingresos en más de 2.120 millones de yuanes (aproximadamente 303 millones de dólares) mediante transacciones falsas. Una investigación interna reveló que el entonces director de operaciones (COO), Liu Jian, y varios empleados habían fabricado transacciones para exagerar los ingresos de la compañía. Como resultado, la Comisión de Valores de Estados Unidos (SEC) impuso una multa de 180 millones de dólares a la empresa, y las autoridades chinas también emitieron sanciones administrativas.
El escándalo generó una crisis de confianza entre los consumidores e inversionistas. Tras la revelación del fraude, los clientes realizaron compras masivas para utilizar sus cupones antes de que perdieran valor, lo que generó largas colas en las tiendas y sobrecargó la aplicación móvil. A pesar de esto, la empresa logró estabilizarse y continuar operando, manteniendo su presencia en el mercado.

### Recuperación y reestructuración
En 2021, Luckin Coffee solicitó acogerse al Capítulo 15 de la ley de bancarrota de Estados Unidos para facilitar la reestructuración de su deuda. La compañía aseguró que esta medida no afectaría sus operaciones diarias y continuó expandiéndose en el mercado chino. Para 2024, Luckin Coffee había superado los 20.000 establecimientos y había logrado un crecimiento interanual del 38,4% en sus ingresos, alcanzando los 34.480 millones de yuanes (aproximadamente 4.740 millones de dólares).
Luckin Coffee fue fundada en noviembre de 2017 con el objetivo declarado de competir directamente con Starbucks en el mercado chino. La compañía adoptó un modelo de negocio innovador, centrado en pedidos digitales a través de una aplicación móvil, lo que le permitió crecer rápidamente. En mayo de 2019, Luckin Coffee cotizó en el Nasdaq, convirtiéndose en una de las empresas chinas de más rápido crecimiento en el sector de cafeterías.
En 2020, la empresa se vio envuelta en un escándalo de fraude financiero al inflar sus ingresos en más de 2.120 millones de yuanes (aproximadamente 303 millones de dólares) mediante transacciones falsas. Como resultado, la compañía fue sancionada por las autoridades chinas y estadounidenses, y sus acciones dejaron de cotizar en el Nasdaq en junio de 2020. A pesar de esto, Luckin Coffee continuó operando y reestructuró su deuda bajo el Capítulo 15 de la ley de bancarrota de Estados Unidos en 2021.

### Expansión y operaciones
Luckin Coffee ha experimentado un crecimiento significativo en el mercado chino, superando los 20.000 establecimientos en 2024. La compañía ha adoptado un enfoque agresivo para capturar cuota de mercado, ofreciendo precios competitivos y una amplia gama de productos, incluyendo bebidas populares como el "café con leche de coco" (生椰拿铁).
En 2024, la empresa anunció su expansión a Hong Kong, abriendo cinco tiendas en ubicaciones estratégicas como el Centro MCP de New Town Plaza y el Centro Shimao de Mong Kok. Esta expansión incluyó promociones especiales para nuevos clientes, como descuentos en la primera compra y eventos temáticos.

## Alianzas

### Alianzas internacionales
Luckin Coffee ha fortalecido su cadena de suministro mediante alianzas estratégicas con productores de café en Brasil. En 2024, la compañía firmó un acuerdo para comprar 240.000 toneladas de granos de café brasileños entre 2025 y 2029, lo que refleja su compromiso con la calidad y la sostenibilidad. Además, estableció una oficina y una base de cultivo en Brasil para mejorar el control de calidad y apoyar a los agricultores locales.

### Colaboración con Tencent
En 2018, Luckin Coffee firmó un acuerdo estratégico con Tencent para impulsar su transformación digital. La colaboración incluyó la integración de herramientas como WeChat Pay y mini programas de WeChat para mejorar la experiencia del usuario y optimizar las operaciones. Esta alianza permitió a Luckin Coffee implementar sistemas inteligentes de pedidos, control de calidad y marketing personalizado, lo que contribuyó a su rápido crecimiento.

## Impacto en el mercado chino
Luckin Coffee ha desempeñado un papel clave en la popularización del café en China, un mercado tradicionalmente dominado por el té. Su enfoque en la tecnología y la conveniencia ha atraído a una base de clientes jóvenes y urbanos, contribuyendo al crecimiento del sector cafetero en el país.